# Чарлз Райс
Чарлз Моуен Райс (на английски: Charles Moen Rice) е американски вирусолог.
Роден е на 25 август 1952 година в Сакраменто. През 1974 година завършва зоология в Калифорнийския университет – Дейвис, а през 1981 година защитава докторат по биохимия в Калифорнийския технологичен институт, където остава да специализира в областта на вирусологията. От 1986 година работа в Университета „Вашингтон“ в Сейнт Луис, а от 2001 година – в Рокфелеровия университет. Първоначално изследва РНК вирусите, като създадените от него техники изиграват ключова роля за реплицирането на вируса на хепатит C в лабораторни условия. За изследванията си на хепатит C получава, заедно с Харви Алтър и Майкъл Хоутън, Нобелова награда за физиология или медицина за 2020 година.